# روژیانگ ایکس۵
روژیانگ ایکس۵ یک کراس‌اوور اندازه متوسط پنج و هفت نفره است که توسط روژیانگ، زیرمجموعهٔ گروه یینشیانگ و بایک موتور تولید شده‌است.

## تاریخچه
در ژوئن ۲۰۲۰، اطلاعات اعلامیهٔ یک کراس‌اوور به نام ووجی تی‌ایکس۷ از وزارت صنعت و فناوری اطلاعات چین دریافت شد. در واقع اعلام شد که این خودرو همان خودروی متعلق به ویچای موتور است. پس از به‌روزرسانی اطلاعات، مشخص شد که ویچای ممکن است یک برند جدید دیگر به نام ووجی را راه اندازی کند و تی‌ایکس۷ اولین خودروی جدید این برند است. یک سال بعد و در ژوئن ۲۰۲۱، اطلاعات اعلامیهٔ یک کراس‌اوور به نام روژیانگ ایکس۵ که به گروه یینشیانگ تعلق دارد، تنها چند روز پس از افشای برند روژیانگ منتشر شد. گروه یینشیانگ بعداً فاش کرد که نام شرکت اکنون روژیانگ است. در نمایشگاه خودرو تهران ۱۴۰۱، گروه صنعتی ماموت خودرو از دومین محصول خود با برند مکث موتور پرده برداشت. این محصول که تیارا نام دارد در واقع همان روژیانگ ایکس۵ است.

## ویژگی‌های فنی
روژیانگ ایکس۵ از یک موتور چهارسیلندر خطی ۱٫۵ لیتری مجهز به توربوشارژر با قدرت ۱۵۶ اسب بخار متری (۱۵۴ اسب بخار؛ ۱۱۵ کیلووات) بهره می‌برد که با جعبه‌دنده‌های ۶ سرعتهٔ دستی و ۶ سرعتهٔ خودکار جفت می‌شود.

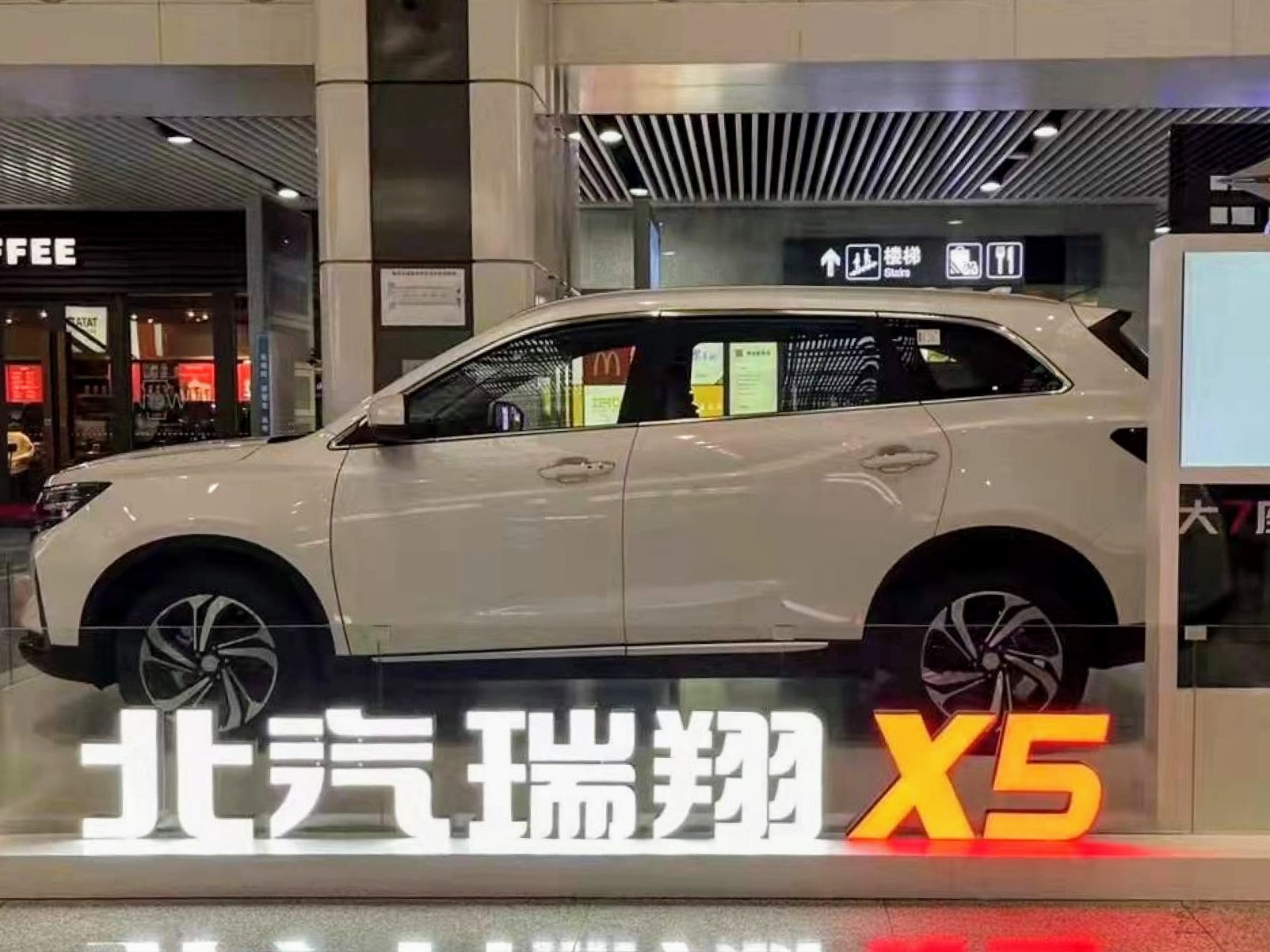
نمای بغل روژیانگ ایکس۵
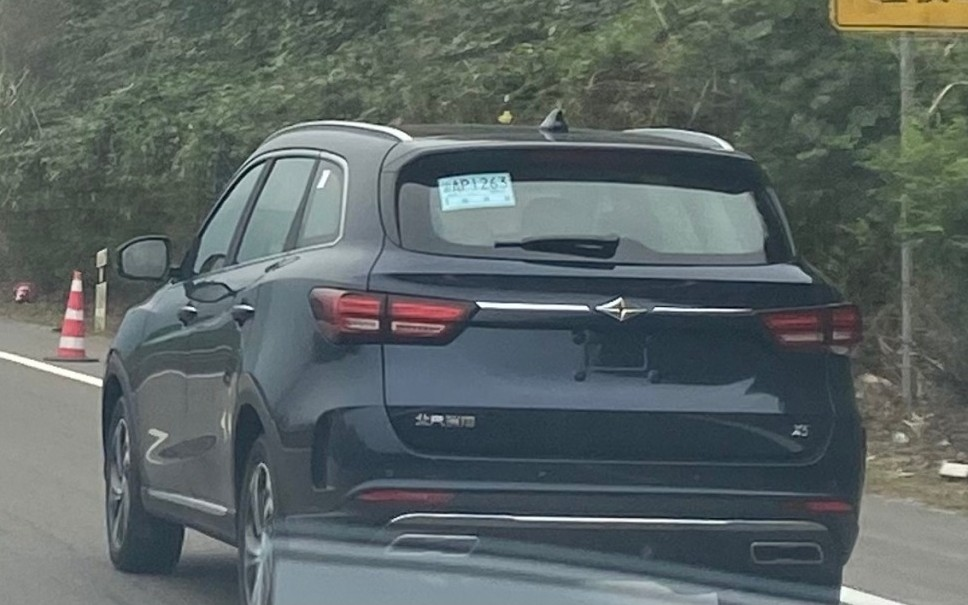
نمای عقب روژیانگ ایکس۵